# 岩崎小二郎

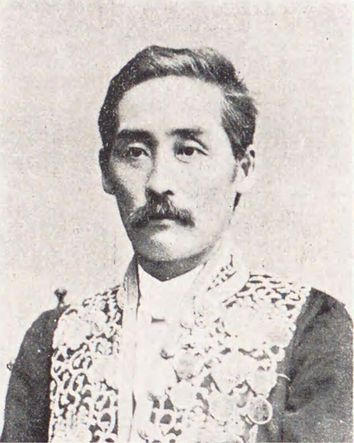
岩崎小二郎

岩崎 小二郎（いわさき こじろう、弘化3年1月10日（1846年2月5日） - 1895年（明治28年）6月22日）は、幕末の大村藩士、明治期の大蔵・内務官僚、政治家。県知事、元老院議官、貴族院議員。旧姓・朝山。

## 経歴
大村藩士・朝山松台の二男として彼杵郡下嶽村に生まれる。藩校・五教館に入り松林廉之助に学び、藩内の尊皇攘夷派に加わり活動した。
明治2年6月（1869年7-8月）、民部官に出仕し、大主典兼監督大祐、兼庶務大祐、権少史などを務める。明治4年1月（1871年）から黒田清隆開拓次官に随行しアメリカ合衆国、ヨーロッパを訪問。同年7月から大蔵省留学生としてロンドンで学び、1874年（明治7年）7月に帰国。大蔵省七等出仕となり、1876年（明治9年）大蔵少丞兼国債助に就任。
1876年、大蔵少書記官となり、大蔵権大書記官兼銀行局長、大蔵省書記局御用掛などを歴任し、参事院議官補に就任し、法制局参事官となる。1889年（明治22年）12月、秋田県知事に発令されたが、胃病のため辞退し赴任せず、1890年（明治23年）3月、元老院議官に任じられた。同年5月、滋賀県知事に転任。以後、大分県知事、福岡県知事を歴任。
1895年（明治28年）4月19日、貴族院勅選議員に任じられたが、胃癌のため同年6月に福岡で死去。

## 栄典
位階
- 1895年（明治28年）5月10日 - 正四位[3]

勲章
- 1885年（明治18年）11月19日 - 勲六等単光旭日章[4]
- 1889年（明治22年）
  - 11月29日 - 大日本帝国憲法発布記念章[5]
  - 12月27日 - 勲五等瑞宝章[6]
- 1895年（明治28年）6月21日 - 勲三等瑞宝章[7]